# 百视通
百视通（BesTV，上交所除牌前代码：600637），是上海东方明珠多媒体旗下的新媒体公司，由上海文广和清华同方合资运营，与中国电信等战略合作，是中国大陆首家获得IPTV运营牌照的公司。百视通与微软合资成立的“上海百家合信息技术发展有限公司”是上海自由贸易区首个入驻企业，该公司将涉及到电子游戏产业。

## 历史
- 2011年12月30日，百视通通过借壳广电信息重组，在上海证券交易所成功挂牌上市[1]。
- 2012年3月29日，百视通斥资3000万美元收购风行网[2]。
- 2013年9月，百视通与微软共同出资7900万美元组建合资公司——上海百家合信息技术发展有限公司，成为上海自贸区首家入驻企业。其中，百视通占股51%、微软占股49%。[3] [4]
- 2015年5月，百视通启动吸收合并东方明珠的程序，原“东方明珠”股票（代码600832）于5月20日摘牌停止交易[5]。6月19日，百视通已完成重大资产重组所有审批程序与交割程序，公司名称更名为“东方明珠”，并在上海证券交易所挂牌上市[6]。原百视通成为东方明珠多媒体旗下子公司。
- 2015年7月17日至2015年8月14日，东方明珠经上海文化产权交易所公开挂牌出售风行网63%股权，受让方为深圳市兆驰股份有限公司。出售后，东方明珠仍持有风行网19.76%的股权[7]。
- 2020年9月3日，上海广播电视台、上海文化广播影视集团有限公司和东方明珠新媒体宣布启动流媒体战略，百视通品牌也升级为“BesTV+”，成为SMG及东方明珠统一、唯一的视频流媒体平台[8]。新的“BesTV+”上线后，东方卫视中心制作的各档节目均安排于该平台网络首播（与湖南广播电视台的芒果TV类似），旗下各档节目亦会通过展示下载二维码或片尾字幕（仅在东方卫视节目中出现），来吸引用户下载百视通客户端。现手机客户端已更名为百视TV。

## 传播情况
百视通作为中国境内的IPTV发源地，曾形成全国一家独大，作为全国性IPTV的运营商。但随着政策的打压下和新媒体互联网电视的重视，各省市广播电视台新媒体运营商陆续和央视国际网络CCTV-IP电视（现央视和百视通合资的爱上电视传媒公司）合作并逐步改接自己的平台，百视通相继退出各省的电信运营商市场或转为点播专栏荟萃。目前除了上海电信、上海移动和上海联通外，仅保留福建电信、江西电信、黑龙江联通IPTV依然继续使用百视通平台外加当地省级广电新媒体播控资源。
而在中国移动“魔百和”方面，虽然移动获得了IPTV经营许可，但依然有不少省份移动魔百和对外称OTT平台并使用央视牌照平台（NewTV 中国互联网电视），而百视通依然面向魔百和提供体育赛事等方面的点播信息。